# COVERS (RCサクセションのアルバム)
『COVERS』（カバーズ）は、RCサクセションが1988年8月15日に発表したカバー・アルバムである。

## 解説
タイトル名の通り、洋楽のカバーアルバムとして釘打たれ、全曲、洋楽のヒット曲に日本語詞をつけた内容。ゲストとして山口冨士夫、三浦友和、泉谷しげる、更に桑竹居助の偽名にてサザンオールスターズの桑田佳祐らが参加している。
本来は、所属レコード会社の東芝EMI（現・ユニバーサル ミュージック ジャパン）から1988年8月6日（広島平和記念日）に発売される予定だった。しかし、「ラヴ・ミー・テンダー」と「サマータイム・ブルース」で核問題と原子力発電の問題が歌われており、特に後者は日本の原子炉サプライヤーでもある当時の親会社だった東芝からの圧力がかかった。先行シングル「ラヴ・ミー・テンダー」（6月25日発売予定）ともども、「素晴しすぎて発売出来ません」という新聞広告（1988年6月22日付毎日新聞・朝日新聞・読売新聞掲載）と共に発売中止となる。
この発売中止騒動の真相は、後に明かされたところによると以下のとおり。FM大阪で当時忌野清志郎が担当していた番組「夜をぶっ飛ばせ」のスタッフ慰労会が催された1988年6月9日の夜、忌野は同会には参加せず当時の東芝EMIの邦楽最高責任者、石坂敬一統括本部長に呼び出されていた。その場で、『カバーズ』の発表を見合わせたい、もしくは「ラヴ・ミー・テンダー」「サマータイム・ブルース」「マネー」「シークレット・エージェント・マン」の4曲をカットすれば発売してもいいという申し出を受けていた。
元々1987年末の時点では、3枚組という構想にまで達していた『カバーズ』は、それまでに既に11曲にダウン・サイジングされており、さらにそこから4曲をカットし、わずか7曲のミニアルバムにしろとの話であった。「ロックの東芝だからこそメッセージ色の濃い作品を出すべきだ」と主張する忌野と石坂の話し合いは平行線を辿る。交渉は翌日も続き、東芝EMIでも再度会議が行われたが、結局東芝内での決定は覆らず、アルバム発売の中止が正式に決定する。
これを聞き呆れ、怒った忌野が訴えた「素晴らしすぎて出せないっていうんだったら、それを新聞に出してくれ」との言葉のみが受け入れられ、先述の新聞広告掲載となった。当時東芝EMIの社長は東芝本社からの天下りだった。石坂は忌野との関係破綻を憂えて再考を求めたが、社長から「（絶縁されるならそれはそれで）止むを得ませんね」と返されたという。
だが、本作を望むファンの声が高まり、またマスメディアに取り上げられたことで、世論の後押しや石坂が他のレコード会社からの発売を働きかけた事もあり、シングル・アルバム共に、RCサクセション（以下、RCと略す）の古巣キティレコード（現・ユニバーサル ミュージック ジャパン）から8月15日（終戦記念日）に発売が実現した（皮肉にも後に石坂はユニバーサル ミュージック ジャパンの代表取締役に就任し、同社に移籍した忌野のアルバムを発売中止にしている）。
後年になって石坂はこの騒動について「資本主義社会のルールでは、大株主である東芝の進言を無視するようなことはできない。そういう意味では、私は間違ってないんです。『出す』と言った清志郎も間違ってない」という見解を述べている。
発売中止騒動や過激な内容の話題性から、シングル・アルバム通じてRC初のオリコンチャート1位を獲得し、RC唯一のオリコン1位獲得作品となった。
本アルバムは20万枚以上のヒットを記録した。

## 収録曲およびゲスト参加者
1. 明日なき世界 (Eve Of Destruction)
オリジナルはバリー・マクガイア。日本でも高石ともやが日本語詞を付けてカバーしており、本作の歌詞は高石の訳詞版がベースとなっている。金子マリ、ジョニー・サンダースがゲスト参加。
2. 風に吹かれて (Blowin' In The Wind)
オリジナルはボブ・ディラン。山口冨士夫、高井麻巳子がゲスト参加。
3. バラバラ (Balla Balla)
オリジナルはレインボウズ。山口冨士夫、三浦友和、Isuke Kuwatakeがゲスト参加。
4. シークレット・エージェント・マン (Secret Agent Man)
オリジナルはジョニー・リヴァース。坂本冬美、ジョニー・サンダースがゲスト参加。曲の冒頭に、大韓航空機爆破事件の実行犯の1人である『金賢姫』の音声が収録されている。
5. ラヴ・ミー・テンダー (Love Me Tender)
オリジナルはエルヴィス・プレスリー。更にその原曲はアメリカ民謡の「オーラ・リー」であり、本作はカバーのカバーとなる。
6. 黒くぬれ! (Paint It Black)
オリジナルはローリング・ストーンズ。山口冨士夫、ちわきまゆみ、三浦友和がゲスト参加。
7. サマータイム・ブルース (Summertime Blues)
オリジナルはエディ・コクラン。高井麻巳子、三浦友和、泉谷しげるがゲスト参加。歌詞の中で言及されているとおり、発表された1988年（昭和63年）当時の『日本の原子力発電所における原子炉』は37基であった。ソビエト社会主義共和国連邦で起きた「チェルノブイリ原子力発電所事故（1986年、チェルノブイリはその後ウクライナになってる）」の後で、原子力発電所の安全神話「日本の原発は安全です」の広告やPR活動を痛烈に皮肉っている。泉谷はこの楽曲に参加はしたものの、この作品の表現に当時はある程度の違和感があったといい「気分は分かるから参加はしたが、『お前、そういう方向にいくのは良くないよ』とケンカしたね」と振り返っている[7]。
8. マネー (Money)
オリジナルはバレット・ストロング。ビートルズ・ローリングストーンズによるカバーで有名。山口冨士夫、三浦友和がゲスト参加。
9. サン・トワ・マミー (Sans Toi M'amie)
オリジナルはアダモ。日本でも岩谷時子による訳詞版で越路吹雪が歌唱したものが有名で、忌野は岩谷による訳詞版の2コーラス目を改作。山下洋輔、Isuke Kuwatakeがゲスト参加。
フジテレビ『やっぱり猫が好き』エンディングテーマ。日産自動車企業CM（ルマン参戦キャンペーン）。映画「バカヤロー! 私、怒ってます」主題歌。
10. 悪い星の下に (Born Under A Bad Sign)
オリジナルはアルバート・キング。山口冨士夫がゲスト参加。
11. イマジン (Imagine)
オリジナルはジョン・レノン。ちわきまゆみ、三浦友和がゲスト参加。

### 参加できなかった・別名で参加したミュージシャン
- 坂本龍一 - 忌野から参加を打診されたが都合により辞退。
- 田原俊彦 - 参加予定も日程が折り合わず涙を呑む。
- 渡辺美里 - 参加予定も録音当日にドタキャン。
- 桑田佳祐 - 所属レーベルの問題によりIsuke Kuwatake名義にて上記楽曲に参加。また、桑田は1995年の世良公則のアルバム『Do (動)』の収録曲「あと2分の永遠」「PASSION」に参加した際も同じ名義を使用した。

## 日本語詞について
内容については1986年に忌野の1枚目のソロ・アルバム『RAZOR SHARP』のレコーディングでイアン・デューリー＆ザ・ブロックヘッズと出会い
、彼らをはじめ英国のミュージシャンが政治や社会情勢に対してダイレクトなメッセージを歌う姿勢に刺激を受け、忌野自身も育ての母から生みの母の戦争体験を知らされたことが重なって決まったものだった。
忌野は1987年にコンサートなどでボブ・ディランの「風に吹かれて」を日本語で歌っている。また、それを気に入ったレコード会社の宣伝部の主任に洋楽を日本語でカバーしたテープを自宅で録音して送っていた。入っていた曲はこのアルバムでカバーされた曲であり、このテープがきっかけで『COVERS』の構想へと発展した。
忌野は「ラヴ・ミー・テンダー」の訳詞について「チャボ（仲井戸麗市）にはブラックな感じで受けていた」と述懐している。実際仲井戸は後述のラストデイズ「忌野清志郎×太田光」で「RCサクセションとしても戸惑った」と当時を振り返る発言をしている。もっとも、忌野は以前から原発に対する問題意識は持っており、RCの前作『MARVY』に、核問題を隠喩した「SHELTER OF LOVE（ツル・ツル）」という曲を収録している。
また、全部の曲が時事ネタ・プロテストソングではなく、原曲のイメージを大事にしたものから、言葉遊びそのものの「バラバラ」まで、バラエティに富んだ内容となっており、当初本人たちは「素直に楽しめる面白い作品になった」と感じていたという。
「シークレット・エージェント・マン」は、金賢姫と大韓航空機爆破事件をテーマにした、ある意味「ラヴ・ミー・テンダー」や「サマータイム・ブルース」以上に危ない日本語詞である。（同曲中には、金賢姫の記者会見での本物の音声が使用されているが、この件に関しては事前に外務省の了承を得ている。）
ちなみに、三浦友和は「ドック・オブ・ザ・ベイ」の訳詞を勝手に考えてきたが採用されなかった。

## その後
RCは、『カバーズ』発売中止に対する怒りを込めたライヴ盤『コブラの悩み』を、1988年（昭和63年）12月16日に発表。また、忌野によく似た人物が率いる覆面バンド、ザ・タイマーズの『THE TIMERS』（1989年（平成元年）10月11日発表）には、反核をテーマにした「LONG TIME AGO」が収録されている。何故か、これら2枚のアルバムは問題なく東芝EMIから発売された。また、ザ・タイマーズは本件に対する皮肉が込められた「原発賛成音頭」も発表しているが、スタジオ音源としてはアルバムに収録されていない（2016年発売の『THE TIMERS スペシャル・エディション』のDVDにライブ映像として収録された）。
なお、ライブでは「君はLOVE ME TENDERを聴いたか？」という一連の騒動に対するアンサーソングを披露している。内容の詳細はRCサクセションの項を参照。
忌野の死去から2年後の2011年（平成23年）3月11日に発生した、東北地方太平洋沖地震（東日本大震災）に伴う福島第一原子力発電所事故の際には、原子力発電所批判を題材としている本アルバムの収録曲「サマータイム・ブルース」がインターネット上で注目を集め、ラジオ番組へのリクエストが数多く寄せられたほか、Amazon.co.jpの音楽部門で上位にランクインするなど、20年以上前に発売されたCDアルバムとしては、異例の売り上げがあったという。ピーター・バラカンは同年4月1日、自身が担当するInterFM「BARAKAN MORNING」で「キヨシローは声があまり好きじゃないが、多数のリクエストがあったのと、今こそその時ではないかと考えて『ラヴ・ミー・テンダー』を掛けようとしたら局に止められた」と明言。当日の番組を「ではまた来週。僕のクビがつながっていればの話だけど」と締めた。週が明けて5日、変わらず出演したが、今度はやはりリクエストの多かった『サマータイム・ブルース』に続いて『Tell it Like it is』『You Lie too Much』（直訳では“本当のことを言って” “あなたはウソばかり”）を放送した。
当アルバムにゲストとして参加した桑田佳祐は福島第一原発事故発生後、自身のラジオ番組「やさしい夜遊び」で「ラヴ・ミー・テンダー」「サマータイム・ブルース」について発売当時は原子力発電への関心がなく「イタいというか面倒くさい話をしているな」と思っていたことを明かし、その事への反省と後悔の弁も同時に述べた。2011年6月25日放送の同番組「33回目のデビュー記念日に、勝手にひとりで生歌スペシャル」では「グッバイ・ワルツ」の歌詞を、原子力発電についての問題点や原発に対する世論の変化を問う内容に改作している。桑田は『ROCKIN'ON JAPAN』2015年4月号で「『原発反対、原発反対』ばっかりリピートするのが果たしてポップミュージックなのかどうかね。だからそのへんのバランスはやっぱり取るべきじゃないかな」といった持論を述べ、インタビュアーを務めた渋谷陽一が「自分の言葉のメッセージで社会を変えよう、政治に物申すっていうのではなくて、桑田佳祐も清志郎も、歌にした動機はひとつ、歌いたいからだったと思うんですよね」「『女とヤリたい』って歌いたい人もいるだろうし、『空はきれいだ』と歌いたい人もいるだろうし、でも桑田佳祐は『ピースとハイライト』とどうしても歌いたかった。清志郎は『原発の発電所の中で眠りたい』ってどうしても歌いたかった。で、問題はただひとつ、その歌がかっこいいかかっこ悪いか、それだけで」と述べると、桑田も「だからその、押しつけがましい事をしてるわけじゃないんでしょうね。清志郎さんも」「だから清志郎さんも意味合いだけじゃなくて衝動だったんだろうね。思想だけじゃなくてね。だから悲しみを叫びたかったのかもしれないし」と渋谷の意見に賛同した。
2014年5月2日にはNHK総合テレビジョンでラストデイズ「忌野清志郎×太田光」が放送された。内容はこのアルバムの作風に違和感を覚えRCから離れていったという爆笑問題の太田光が、当時東芝EMIで宣伝部主任をしていた人物、泉谷しげる、仲井戸麗市といった当時の関係者にインタビューを行い心境を問うものとなっている。この番組では忌野の心情や制作の経緯及びリスナー（太田）と関係者（当時の宣伝部主任、泉谷、仲井戸）の様々な見解を取り上げた上で「ラヴ・ミー・テンダー」「サマータイム・ブルース」の音源を部分的に流している。後に放送批評懇談会によるギャラクシー賞 2014年5月度月間賞（2014年度テレビ部門奨励賞）を受賞している。放送の翌年の2015年5月15日にはパルコ出版からこの番組の内容が書籍化され、本編では放送されなかった泉谷や仲井戸の発言も掲載された。

## 評価
岡本おさみは「本作の発売を東芝EMIが中止したのは『音楽』という自由な表現の文化を売る企業として、正常な時代感覚を一時的に放棄したことになる。一方、キティ・レコードが発売を決め、『キティ善人・東芝悪人』という図式が世間にはびこりつつあるけれど、それは近視眼的な見方で、東芝EMIでロックミュージックに情熱を燃やす人達に失礼だ。もっと個人を尊重したい。同じことは放送を自主規制したFM東京にも言える。組織単位で考えてしまいがちな頭を冷やして、個人の問題として考えていくべきだ。RCサクセションが好きで、個人としては放送したいディレクターの立場を共通の悩みとしながら、次の展開へと踏み出すきっかけを一緒に考えたい」「本作と『ラヴ・ミー・テンダー』がレコ倫を通ったのは、レコ倫内部で時代に沿った人事異動があったと想像できる。もしそうならこの事件をきっかけにして新たなレコ倫への締め付けが予想できる。監視しなければいけないのはその事だろう」と危惧している。
田家秀樹は「ここに収められている曲は、スタンダード・ナンバーと呼んでもいい大ヒット曲ばかり。曲を並べて、それの原曲を聞いてみれば、このアルバムがどの位『名曲アルバム』なのかがわかると思うのです。でも日本では、これが引っかかった。洋楽やロックが『原発』を歌おうが、『反核』を歌おうが、『オッシャレ～』で通るのに、日本語で歌うと『ダメ』になる。今の日本でのロックの聞かれ方がどういうものなのかの全てを象徴していると言っていいのではないかと思うのですよね。考えただけでバカげてると思うでしょ。面白いLPですよ。そう思って聞くのがいいと思う。『ワ～面白いジャン。』僕がそう思えば思う程、ズーンと背中が寒くなってくる」と評している。
このアルバムの作風に違和感を抱いていた爆笑問題の太田光は前述のラストデイズ「忌野清志郎×太田光」での関係者への取材を経て「平和を訴えるやり方に悠長なことを言ってられないっていうところがあったのかな」「もしかしたら自分だけ早く気づいて、俺らに歌で教えてくれていたのかもしれない。ストレートなメッセージで…」と当時の忌野の心境を想像する旨の感想を述べている。